# Калисти-Кастело (Верона)
Калисти-Кастело је насеље у Италији у округу Верона, региону Венето.
Према процени из 2011. у насељу је живело 45 становника. Насеље се налази на надморској висини од 640 м.